# Aspidophoroides olrikii
Aspidophoroides olrikii es una especie de pez del género Aspidophoroides, familia Agonidae. Fue descrita científicamente por Lütken en 1877.
Se distribuye desde el Ártico al Atlántico Noroccidental y del Noroeste al Pacífico Nororiental: bahía de Hudson y Labrador en Canadá y Groenlandia. También en el mar de Barents, mar de Kara, mar Blanco y Siberia, mar de Chukotka, estrecho de Bering, mar de Bering y golfo de Anádyr. La longitud total (TL) es de 8,6 centímetros. Habita en fondos de arena y lodo y se alimenta de pequeños anfípodos, ostrácodos y gusanos nemertinos. Puede alcanzar los 632 metros de profundidad.
Está clasificada como una especie marina inofensiva para el ser humano.